# Río Cavia
El río Cavia o Cabia es un curso de agua del norte de la península ibérica, afluente del Arlanzón. Discurre por la provincia de Burgos.

## Curso
El río, que discurre por la provincia española de Burgos, nace de unas fuentes situadas en el término de Salgüero de Juarros y Revilla del Campo. Baña lugares como Los Ausines, Revillarruz, Olmosalbos, Cojóbar, Sarracín, Villariezo, Arcos de la Llana, Priorato de Rucavia, Villamiel de Muñó, Albillos, Vayuela y Cavia, en cuyas inmediaciones desagua en el Arlanzón. Aparece descrito en el sexto volumen del Diccionario geográfico-estadístico-histórico de España y sus posesiones de Ultramar de Pascual Madoz con las siguientes palabras:

CAVIA: r. en la prov. y part. jud. de Burgos: tiene su origen en Salguerito de 4 abundantes fuentes, y en Revilla del Campo de 3: sus aguas fertilizan las tierras de los pueblos que á continuacion se espresan: los Ausines, Revillarruz, Olmosalbos, Cojobar, Sarracin, Villariezo, Arcos, Priorato de Rucavia, Villamiel, Albillos, Vayuela y Cabia, en cuyo último punto se incorpora con el r. Arlanzon, perdiendo su nombre: sobre él hay 20 puentes de piedra, de uno y dos arcos: es de curso perenne y de caudal abundante, tanto en invierno como en verano, dando movimiento durante su curso á muchos molinos harineros. En él se crian algunas truchas, anguilas, barbos, diferentes peces y considerable número de cangrejos.
(Madoz, 1847, p. 265)